# Lá Nua
Lá Nua (de: Neuer Tag) war eine irischsprachige Tageszeitung. Es war die erste Zeitung, die ihre Artikel ausschließlich in irischer Sprache verfasste. Lá Nua gehörte zum Verlag Belfast Media Group.
In den 80er Jahren entwickelte die Zeitung sich zu einem oft konsumierten Medium, was zu einer Vergrößerung der Seitengröße führte. Weiterhin besaß die Zeitung eine aktive Internetseite und hatte eine Auflagenstärke von mehreren tausend Exemplaren.
Lá Nua hatte fünf Herausgeber: Gearóid Ó Cairealláin und Eoghan Ó Néill, Ciarán Ó Pronntaigh, Concubhar Ó Liatháin und schließlich Dónall Mac Giolla Chóill.
Im Oktober 2008 wurde die Einstellung der Zeitung zum Jahresende bekannt gegeben und am 19. Dezember 2008 erschien die letzte Ausgabe der Lá Nua.